# Patrice Giorda
Patrice Giorda né à Lyon en 1952 est un artiste peintre et dessinateur. Remarqué très tôt, notamment dans la sélection internationale de la XIIIème Biennale de Paris en 1985, il n’a cessé d’affirmer sa singularité de peintre au sens classique.

## Biographie
Enfant, il est élève Aux Lazaristes. Il étudie entre 1973 et 1978 à l'école des beaux-arts de Lyon. Son style est inspiré de ses voyages notamment à Florence, en Espagne et à Dresde.  Il commence à exposer en 1980. En 2015, il expose à l'Hôtel de la région à Lyon.

## Chronologie
- 1980 : première exposition chez Jeannine Bressy à Lyon.
- 1982 : rencontre avec Daniel Templon. Il s’ensuivra une collaboration d’une dizaine d’années jalonnées d’expositions à Paris, en Suède, aux États-Unis et diverses biennales et foire internationales d’art contemporain.
- 1984 : séjourne un an à Florence.
- 1992 : expose à Naples, à Dresde, à Lyon avec Patrick Martin et à Nice avec Pierre Colt qui le présente régulièrement à la FIAC.
- 1997 : travaille avec Véronique Smaggh à Paris, Alice Mogabgab à Londres et Beyrouth, Olivier Hough à Lyon et Serge Emiliani à Dieulefit.
- 2000 : séjourne au Portugal pour peindre une série de 27 panneaux d’azulejos sur les fables de La Fontaine.
- 2007 : expose chez Yves Guigon à Paris.
- 2015 : il expose à l'Hôtel de la région à Lyon.

Patrice Giorda travaille actuellement avec Patrice Steffan et Paul Gauzit sur Lyon, et Michèle Emiliani à Dieulefit.